# Liga dos Campeões da CAF de 2019–20 – Fase Final
A Fase Final da Liga dos Campeões da CAF de 2019–20 foi disputada entre 28 de fevereiro até 27 de novembro de 2020. Um total de 8 equipes competem nesta fase.

## Calendário
As semifinais e a final foram adiadas até outubro de 2020 devido à pandemia de COVID-19.
| Fase       | Rodada           | Data do sorteio        | Partida de ida                                               | Partida de volta                                                          |
| ---------- | ---------------- | ---------------------- | ------------------------------------------------------------ | ------------------------------------------------------------------------- |
| Fase final | Quartas de final | 5 de fevereiro de 2020 | 28–29 de fevereiro de 2020                                   | 6–7 de março de 2020                                                      |
| Fase final | Semifinais       | 5 de fevereiro de 2020 | 17–18 de outubro de 2020 (originalmente 1–2 de maio de 2020) | 23 de outubro & 4 de novembro de 2020 (originalmente 8–9 de maio de 2020) |
| Fase final | Final            | 5 de fevereiro de 2020 | 27 de novembro de 2020 (originalmente 29 de maio de 2020)    | 27 de novembro de 2020 (originalmente 29 de maio de 2020)                 |

## Equipes classificadas
| Grupo | Vencedores         | Segundo-lugares  |
| ----- | ------------------ | ---------------- |
| A     | TP Mazembe         | Zamalek          |
| B     | Étoile du Sahel    | Al-Ahly          |
| C     | Mamelodi Sundowns  | Wydad Casablanca |
| D     | Espérance de Tunis | Raja Casablanca  |

## Chaveamento
O sorteio e o chaveamento da fase final foi definida no sorteio realizado em 5 de fevereiro de 2020 em Cairo no Egito.
|  | Quartas-de-final   | Quartas-de-final | Quartas-de-final | Quartas-de-final |   |                  | Semifinais | Semifinais | Semifinais | Semifinais |  |  | Final   | Final | Final | Final |
|  | v d e              |                  |                  |                  |   |                  |            |            |            |            |  |  |         |       |       |       |
|  |                    |                  |                  |                  |   |                  |            |            |            |            |  |  |         |       |       |       |
|  | Raja Casablanca    | 2                | 0                | 2                |   |                  |            |            |            |            |  |  |         |       |       |       |
|  | TP Mazembe         | 0                | 1                | 1                |   |                  |            |            |            |            |  |  |         |       |       |       |
|  | TP Mazembe         | 0                | 1                | 1                |   | Raja Casablanca  | 0          | 1          | 1          |            |  |  |         |       |       |       |
|  |                    |                  |                  |                  |   | Raja Casablanca  | 0          | 1          | 1          |            |  |  |         |       |       |       |
|  |                    | Zamalek          | 1                | 3                | 4 |                  |            |            |            |            |  |  |         |       |       |       |
|  | Zamalek            | Zamalek          | 1                | 3                | 4 | 3                | 0          | 3          |            |            |  |  |         |       |       |       |
|  | Zamalek            |                  |                  |                  |   | 3                | 0          | 3          |            |            |  |  |         |       |       |       |
|  | Espérance de Tunis | 1                | 1                | 2                |   |                  |            |            |            |            |  |  |         |       |       |       |
|  |                    |                  |                  |                  |   |                  |            |            |            |            |  |  | Zamalek | 1     |       |       |
|  |                    |                  | Al-Ahly          | 2                |   |                  |            |            |            |            |  |  |         |       |       |       |
|  | Wydad Casablanca   | 2                | 0                | 2                |   |                  |            |            |            |            |  |  |         |       |       |       |
|  | Étoile du Sahel    | 0                | 1                | 1                |   |                  |            |            |            |            |  |  |         |       |       |       |
|  | Étoile du Sahel    | 0                | 1                | 1                |   | Wydad Casablanca | 0          | 1          | 1          |            |  |  |         |       |       |       |
|  |                    |                  |                  |                  |   | Wydad Casablanca | 0          | 1          | 1          |            |  |  |         |       |       |       |
|  |                    | Al-Ahly          | 2                | 3                | 5 |                  |            |            |            |            |  |  |         |       |       |       |
|  | Al-Ahly            | Al-Ahly          | 2                | 3                | 5 | 2                | 1          | 3          |            |            |  |  |         |       |       |       |
|  | Al-Ahly            |                  |                  |                  |   | 2                | 1          | 3          |            |            |  |  |         |       |       |       |
|  | Mamelodi Sundowns  | 0                | 1                | 1                |   |                  |            |            |            |            |  |  |         |       |       |       |

## Quartas de final
| Equipe 1         | Total | Equipe 2           | 1.º jogo | 2.º jogo |
| ---------------- | ----- | ------------------ | -------- | -------- |
| Al-Ahly          | 3–1   | Mamelodi Sundowns  | 2–0      | 1–1      |
| Raja Casablanca  | 2–1   | TP Mazembe         | 2–0      | 0–1      |
| Zamalek          | 3–2   | Espérance de Tunis | 3–1      | 0–1      |
| Wydad Casablanca | 2–1   | Étoile du Sahel    | 2–0      | 0–1      |

### Partidas de ida
| 28 de fevereiro de 2020 | Zamalek                                        | 3 – 1     | Espérance de Tunis | Estádio Internacional do Cairo, Cairo |
| 18:00 (UTC+2)           | Ounajem 31' · Bencharki 72' · Alaa 90+4' (pen) | Relatório | Benguit 27'        | Árbitro: MAR Rédouane Jiyed           |

| 28 de fevereiro de 2020 | Raja Casablanca         | 2 – 0     | TP Mazembe | Estádio Mohammed V, Casablanca |
| 20:00 (UTC+1)           | Malango 6' · Banoun 79' | Relatório |            | Árbitro: ZAM Janny Sikazwe     |

| 29 de fevereiro de 2020 | Al-Ahly                | 2 – 0     | Mamelodi Sundowns | Estádio Internacional do Cairo, Cairo  |
| 18:00 (UTC+2)           | Maâloul 56', 68' (pen) | Relatório |                   | Árbitro: COD Jean-Jacques Ndala Ngambo |

| 29 de fevereiro de 2020 | Wydad Casablanca | 2 – 0     | Étoile du Sahel | Estádio Mohammed V, Casablanca |
| 20:00 (UTC+1)           | Nahiri 11', 54'  | Relatório |                 | Árbitro: CMR Alioum Alioum     |

### Partidas de volta
| 6 de março de 2020 | Espérance de Tunis | 1 – 0     | Zamalek | Stade Olympique de Radès, Radès |
| 20:00 (UTC+1)      | Bensaha 5' (pen)   | Relatório |         | Árbitro: ALG Mustapha Ghorbal   |

Zamalek venceu por 3–2 no placar agregado.
| 7 de março de 2020 | TP Mazembe    | 1 – 0     | Raja Casablanca | Stade TP Mazembe, Lubumbashi       |
| 15:00 (UTC+2)      | Tshibangu 50' | Relatório |                 | Árbitro: ETH Bamlak Tessema Weyesa |

Raja Casablanca venceu por 2–1 no placar agregado.
| 7 de março de 2020 | Mamelodi Sundowns | 1 – 1     | Al-Ahly          | Estádio Lucas Masterpieces Moripe, Pretória |
| 15:00 (UTC+2)      | Sirino 27'        | Relatório | Maboe 21' (g.c.) | Árbitro: GAM Bakary Gassama                 |

Al-Ahly venceu por 3–1 no placar agregado.
| 7 de março de 2020 | Étoile du Sahel | 1 – 0     | Wydad Casablanca | Stade Olympique de Radès, Radès |
| 20:00 (UTC+1)      | Aribi 58'       | Relatório |                  | Árbitro: SEN Maguette N'Diaye   |

Wydad Casablanca venceu por 2–1 no placar agregado.

## Semifinais
Devido a pandemia de COVID-19 todas as partidas das semifinais originalmente marcadas para os dias 1 e 2 e 8 e 9 de maio de 2020 foram adiadas para datas ainda a serem definidas. Em 10 de setembro de 2020 a CAF anunciou que as partidas de ida serão disputadas em 17 e 18 de outubro e as partidas de volta em 23 e 24 de outubro de 2020.
| Equipe 1         | Total | Equipe 2 | 1.º jogo | 2.º jogo |
| ---------------- | ----- | -------- | -------- | -------- |
| Raja Casablanca  | 1–4   | Zamalek  | 0–1      | 1–3      |
| Wydad Casablanca | 1–5   | Al-Ahly  | 0–2      | 1–3      |

### Partidas de ida
| 17 de outubro de 2020 | Wydad Casablanca | 0 – 2     | Al-Ahly                      | Estádio Mohammed V, Casablanca |
| 20:00 (UTC+1)         |                  | Relatório | Afsha 4' · Maâloul 62' (pen) | Árbitro: ZAM Janny Sikazwe     |

| 18 de outubro de 2020 | Raja Casablanca | 0 – 1     | Zamalek       | Estádio Mohammed V, Casablanca |
| 20:00 (UTC+1)         |                 | Relatório | Bencharki 18' | Árbitro: CMR Alioum Alioum     |

### Partidas de volta
| 23 de outubro de 2020 | Al-Ahly                                 | 3 – 1     | Wydad Casablanca | Estádio Internacional do Cairo, Cairo |
| 21:00 (UTC+2)         | Mohsen 5' · El Shahat 26' · Ibrahim 59' | Relatório | El Moutaraji 82' | Árbitro: RSA Victor Gomes             |

Al-Ahly venceu por 5–1 no placar agregado.
| 4 de novembro de 2020 | Zamalek                      | 3 – 1     | Raja Casablanca | Estádio Internacional do Cairo, Cairo |
| 21:00 (UTC+2)         | Sassi 61' · Mohamed 85', 88' | Relatório | Malango 47'     | Árbitro: SEN Maguette N'Diaye         |

Zamalek venceu por 4–1 no placar agregado.

## Final
A final seria disputada em 29 de maio de 2020 no Estádio Japoma em Duala, Camarões. Porém devido a pandemia de COVID-19 na África a final foi adiada para 6 de novembro de 2020. Um sorteio foi realizado em 16 de outubro para definir a sede da final. Em 30 de outubro de 2020 a CAF anunciou que a final será disputada em 27 de novembro de 2020.
| 27 de novembro de 2020 | Zamalek       | 1 – 2     | Al-Ahly                 | Estádio Borg El Arab, Alexandria |
| 21:00 (UTC+2)          | Shikabala 31' | Relatório | El Solia 5' · Magdy 86' | Árbitro: ALG Mustapha Ghorbal    |